# Southend-on-Sea
Southend-on-Sea ( / /ˌsaʊθˈɛnd-siː/ (?·pàg.)/) és una ciutat i autoritat unitària situada al comtat d'Essex (Anglaterra). Comprèn les poblacions de Chalkwell, Eastwood, Leigh-on-Sigui, North Shoebury, Prittlewell, Shoeburyness, Southchurch, Thorpe Bay i Westcliff-on-Sigui.
Situat a la zona del Thames Gateway, del costat nord de l'estuari del Tàmesi, 64 km a l'est del centre de Londres, està envoltada per Rochford al nord i per Castle Point a l'oest. En Southend es troba el moll més llarg del món, conegut com a Southend Pier. Per població, és la 36.ª ciutat del Regne Unit, amb 164.300 habitants censats.